# Magescq
Magescq – miejscowość i gmina we Francji, w regionie Nowa Akwitania, w departamencie Landy.
Według danych na rok 1990 gminę zamieszkiwało 1218 osób, a gęstość zaludnienia wynosiła 16 osób/km² (wśród 2290 gmin Akwitanii Magescq plasuje się na 356. miejscu pod względem liczby ludności, natomiast pod względem powierzchni na miejscu 61.).